# 三重県道63号星川西別所線
三重県道63号星川西別所線（みえけんどう63ごう ほしかわにしべっしょせん）は、三重県桑名市を通る主要地方道（三重県道）である。
2008年（平成20年）8月29日に経路が変更された。

## 概要

### 路線データ
- 起点：桑名市大字星川（星川交差点）
- 終点：桑名市上野（上野交差点）

## 歴史
- 1993年（平成5年）5月11日 - 建設省から、県道山城西別所線の一部が星川西別所線として主要地方道に指定される[2]。

## 路線状況

### 重複区間
- 三重県道26号四日市多度線（起点 - 桑名市大字星川・坂井橋交差点）

### 利用状況
平日24時間交通量
桑名市西別所 35,515台
※この数値は平成17年度道路交通センサスで調査対象となった三重県道22路線中で最も多い。
平日12時間交通量
桑名市西別所 26,782台

## 地理

### 通過する自治体
- 桑名市

### 交差する道路
- 国道421号（三重県道26号四日市多度線 重複）（起点）
- 三重県道26号四日市多度線（桑名市大字星川・坂井橋交差点）
- 三重県道3号桑名大安線（桑名市西別所）
- 国道258号・国道421号（桑名市上野、終点）

### 沿線にある施設など
- MIEテクノ本社
- 中日本高速道路名古屋支社桑名保全・サービスセンター